# ГЕС Істмейн 1
ГЕС Істмейн 1 – гідроелектростанція у канадській провінції Квебек. Споруджена в межах масштабного проекту Затока Джеймс, котрий передбачає деривацію ресурсу з ряду річок до сточища річки Ла-Гранд (має устя на східному узбережжі затоки Джеймс – південної-східної частини Гудзонової затоки).
Південніше від Ла-Гранд розташоване сточище річки Істмейн, котра так само впадає до затоки Джеймс. З метою накопичення ресурсу перед подальшою деривацією на північ (відбувається через ГЕС Сарсель) на Істмейн створили велике водосховище, для чого річку перекрили кам’яно-накидною греблею висотою 69 метрів та довжиною 890 метрів. Крім того, для утримання водойми знадобилось ще 33 дамби, виконаних переважно як земляні споруди за виключенням трьох найбільших. Останні є кам’яно-накидними та мають висоту 39, 34 та 33 метри при довжині 1798, 408 та 2315 метрів відповідно. Створений резервуар має площу поверхні 603 км2 та об'єм 6,94 млрд м3, при цьому в операційному режимі припустиме коливання рівня між позначками 274 та 28 метри НРМ.
Після греблі Істмейн певний час прямує на невеликій відстані від однієї з заток сховища, підходячи до неї менш ніж на один кілометр. В цьому місці (за 11 км на захід від греблі) облаштували машинний зал станції у якому встановили три турбіни типу Френсіс потужністю по 160 МВт, котрі при напорі 63 метри забезпечують виробництво 2,7 млрд кВт-год електроенергії на рік. Відпрацьована вода по відвідному каналу повертається в Істмейн.
Видача продукції відбувається по ЛЕП, розрахованій на роботу під напругою 315 кВ.
Можливо також відзначити, що на початку 2010-х неподалік ввели в експлуатацію машинний зал ГЕС Істмейн 1-А, схема якої повністю повторює схему Істмейн 1. Поява цієї дублюючої споруди була викликана деривацією додаткового ресурсу із протікаючої південніше річки Руперт.